# 菲律宾驻厦门总领事馆
菲律宾共和国驻厦门总领事馆，是菲律賓政府在廈門市設立的領事機構，領區為：福建省，江西省，館址設在思明區蓮花新村凌香里2-3号，2024年1月16日館舍搬遷至思明區領事館路4號（2號門）。

## 沿革
1995年2月28日，菲律宾驻厦门总领事馆在厦门开馆。最初菲律宾驻厦门总领事馆的领区范围包括福建、广东、海南三省，负责三省的菲侨领事事务、签证。菲律宾驻华大使罗慕尔多·翁参加开馆仪式，福建省人民政府外事办公室主任任自瑜、厦门市副市长张宗绪与大使一道为总领馆开馆剪彩。